# Ровенсько-під-Тросками
Ровенсько-під-Тросками (чеськ. Rovensko pod Troskami) — місто в Чехії в окрузі Семіли Ліберецького краю, на південний схід від Турнова.
Розташоване в місці злиття Веселського і Вацлавського струмків.

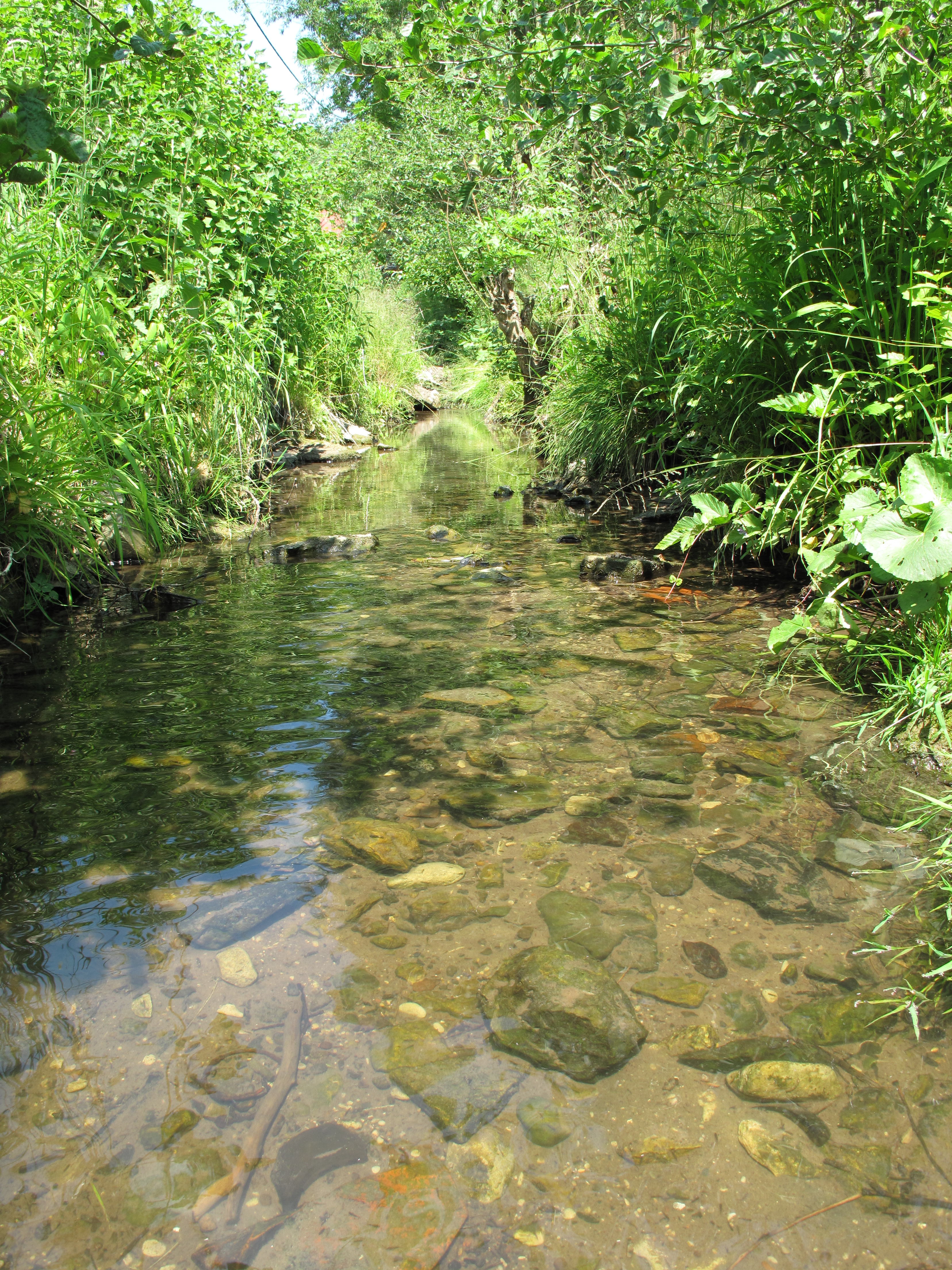
Вацлавський струмок

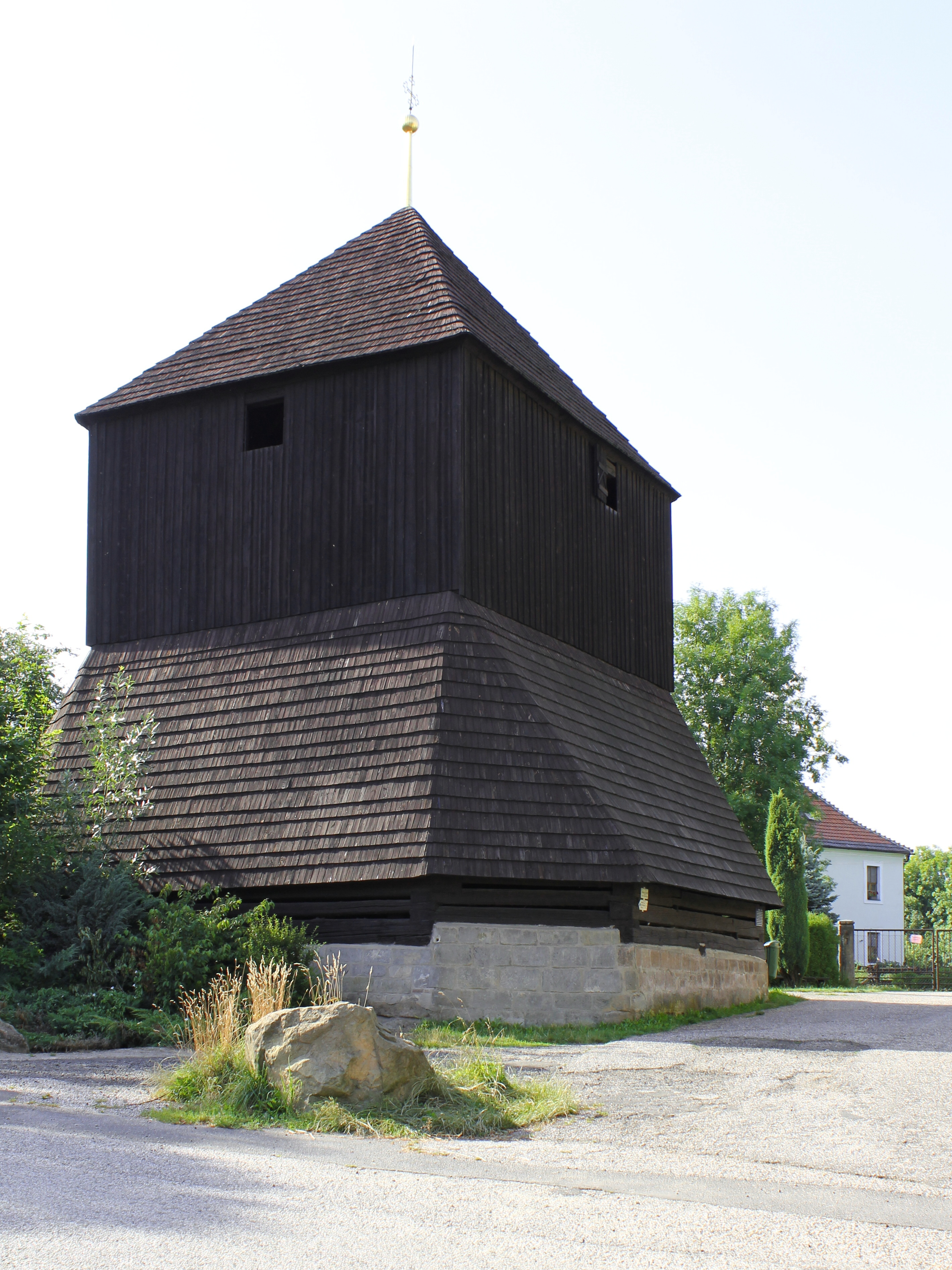
Дзвіниця з «повстанськими дзвонами»

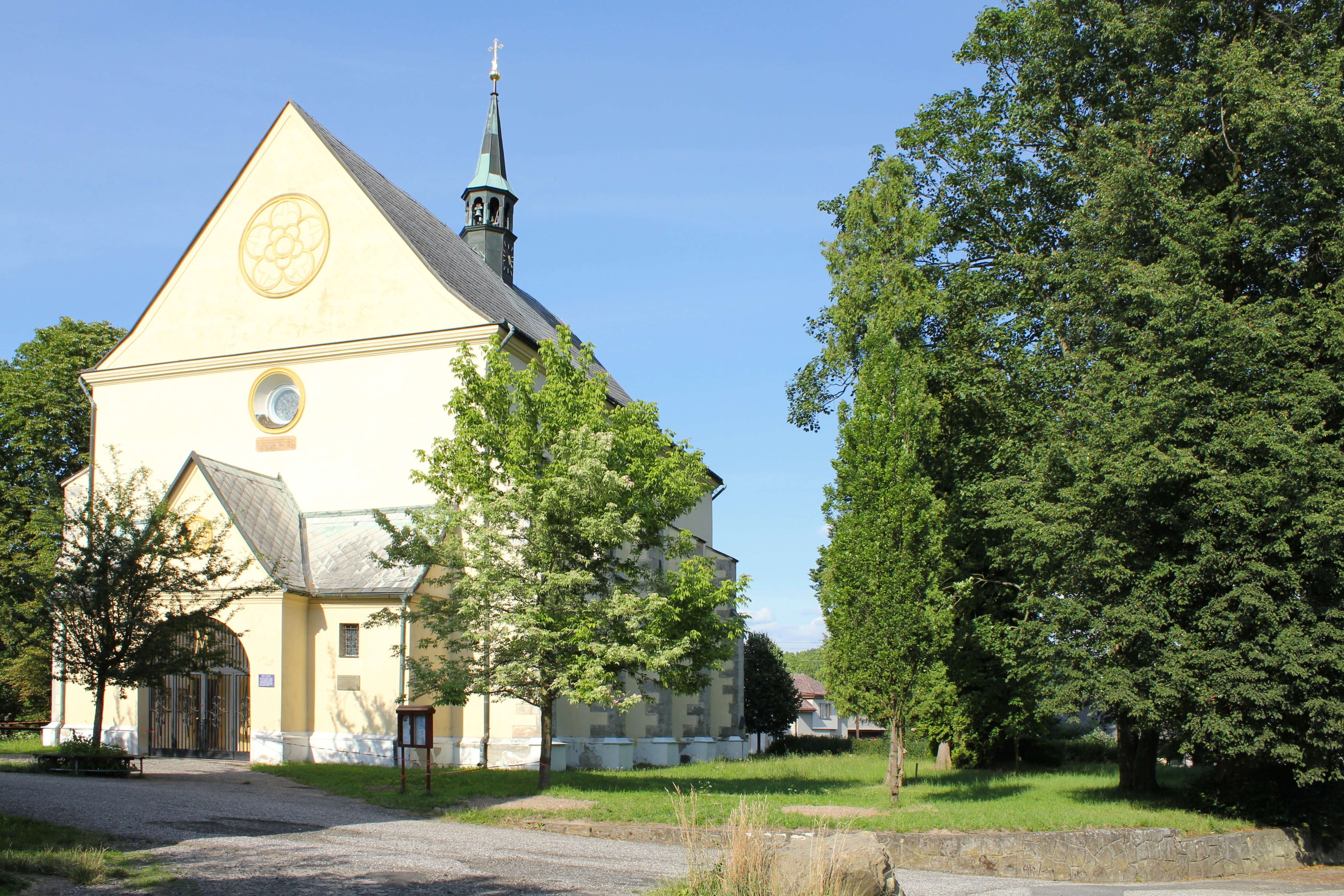
Костел Святого Вацлава

## Історія
Перша письмова згадка про поселення відноситься до 1374. У період правління імператора Карла IV в Ровенско почалася обробка дорогоцінного каміння та виробництво прикрас із чеських гранатів.

## Адміністративний поділ
- Ровенсько-під-Тросками
- Блатець
- Кржечовиці
- Лішчі Котці
- Штепановиці
- Вацлаві

## Пам'ятки
- Костел Святого Вацлава
- Дзвіниця з «повстанськими дзвонами» (1630)
- Міст у стилі ампір зі статуєю  святого Яна Непомуцького
- Чумний стовп на площі
- Скульптурна композиція «Розмова на площі»
- Статуя святого Вацлава (біля вокзалу)
- Бюст письменника Сватоплука Чеха

## Примітки

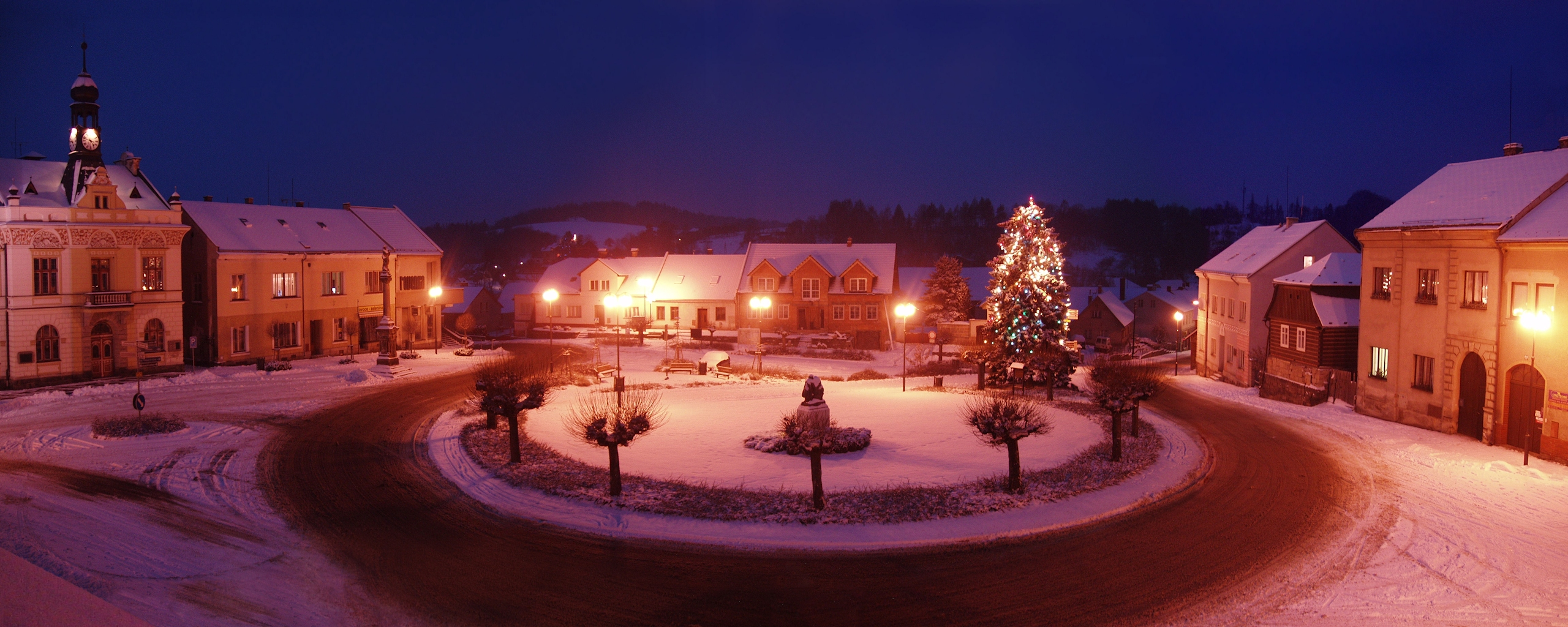
Площа професора Драгоновського

## Населення
| Рік  | Чисельність | Чисельність |
| ---- | ----------- | ----------- |
| 1869 | 2646        | [ 7 ]       |
| 1880 | 2521        | [ 7 ]       |
| 1890 | 2669        | [ 7 ]       |
| 1900 | 2673        | [ 7 ]       |
| 1910 | 2721        | [ 7 ]       |
| 1921 | 2537        | [ 7 ]       |
| 1930 | 2285        | [ 7 ]       |

| Рік  | Чисельність | Чисельність |
| ---- | ----------- | ----------- |
| 1950 | 1731        | [ 7 ]       |
| 1961 | 1752        | [ 7 ]       |
| 1970 | 1460        | [ 7 ]       |
| 1980 | 1334        | [ 7 ]       |
| 1991 | 1254        | [ 7 ]       |
| 2001 | 1262        | [ 7 ]       |
| 2014 | 1279        | [ 8 ]       |

| Рік  | Чисельність | Чисельність |
| ---- | ----------- | ----------- |
| 2016 | 1278        | [ 9 ]       |
| 2017 | 1275        | [ 10 ]      |
| 2018 | 1265        | [ 11 ]      |
| 2019 | 1277        | [ 12 ]      |
| 2020 | 1285        | [ 13 ]      |
| 2021 | 1291        | [ 14 ]      |
| 2021 | 1294        | [ 15 ]      |

| Рік  | Чисельність | Чисельність |
| ---- | ----------- | ----------- |
| 2022 | 1309        | [ 16 ]      |
| 2023 | 1364        | [ 17 ]      |
| 2024 | 1415        | [ 18 ]      |
| 2025 | 1371        | [ 5 ]       |

| Рік  | Чисельність | Чисельність |
| ---- | ----------- | ----------- |
| 1869 | 2646        | [ 7 ]       |
| 1880 | 2521        | [ 7 ]       |
| 1890 | 2669        | [ 7 ]       |
| 1900 | 2673        | [ 7 ]       |
| 1910 | 2721        | [ 7 ]       |
| 1921 | 2537        | [ 7 ]       |
| 1930 | 2285        | [ 7 ]       |

| Рік  | Чисельність | Чисельність |
| ---- | ----------- | ----------- |
| 1950 | 1731        | [ 7 ]       |
| 1961 | 1752        | [ 7 ]       |
| 1970 | 1460        | [ 7 ]       |
| 1980 | 1334        | [ 7 ]       |
| 1991 | 1254        | [ 7 ]       |
| 2001 | 1262        | [ 7 ]       |
| 2014 | 1279        | [ 8 ]       |

| Рік  | Чисельність | Чисельність |
| ---- | ----------- | ----------- |
| 2016 | 1278        | [ 9 ]       |
| 2017 | 1275        | [ 10 ]      |
| 2018 | 1265        | [ 11 ]      |
| 2019 | 1277        | [ 12 ]      |
| 2020 | 1285        | [ 13 ]      |
| 2021 | 1291        | [ 14 ]      |
| 2021 | 1294        | [ 15 ]      |

| Рік  | Чисельність | Чисельність |
| ---- | ----------- | ----------- |
| 2022 | 1309        | [ 16 ]      |
| 2023 | 1364        | [ 17 ]      |
| 2024 | 1415        | [ 18 ]      |
| 2025 | 1371        | [ 5 ]       |

|  |